# 東京都防災ホームページ
東京都防災ホームページ（とうきょうとぼうさいホームページ）は、東京都総務局総合防災部が発信する、東京都内において災害が発生した場合の情報提供や事前に役立つ備えの情報を紹介するサイトの1つである。『東京都防災』とも呼ばれている。

## 概要
東京を襲う可能性がある南関東直下地震（首都直下地震）をはじめとする災害（地震、台風、水害など）の対策について紹介している。避難情報を提供しており、東京都防災マップで確認することが可能となっている。
サイト内では、総合防災部主催のイベントが紹介されており、災害への備えと最新の減災対策を紹介する防災展『わくわく！みんなでぼうさいフェスタ！』の開催情報の告知、『東京備蓄ナビ』という名称で日常で必要な備蓄品目および数量を購入可能としたウェブサイトを開設している。また、東京都が制定した毎年11月9日の備蓄の日にはセミナーやワークショップ等も展開している。
2019年からは防災教室『パパママ東京ぼうさい出前教室』も開催している。なお、2020年は下記の理由から同年2月22日から3月15日までの実施予定分を中止。同年12月5日以降の実施分についてはZoomを使用し、自宅から参加可能としている。
2020年からは、新型コロナウイルス（COVID-19）感染症が流行していることを踏まえ、それに関する最新情報や感染予防策の提供も行っている。

## ハンドブック
東京都が2015年9月1日から『東京防災』の名称で配布しているハンドブック。

## マスコットキャラクター

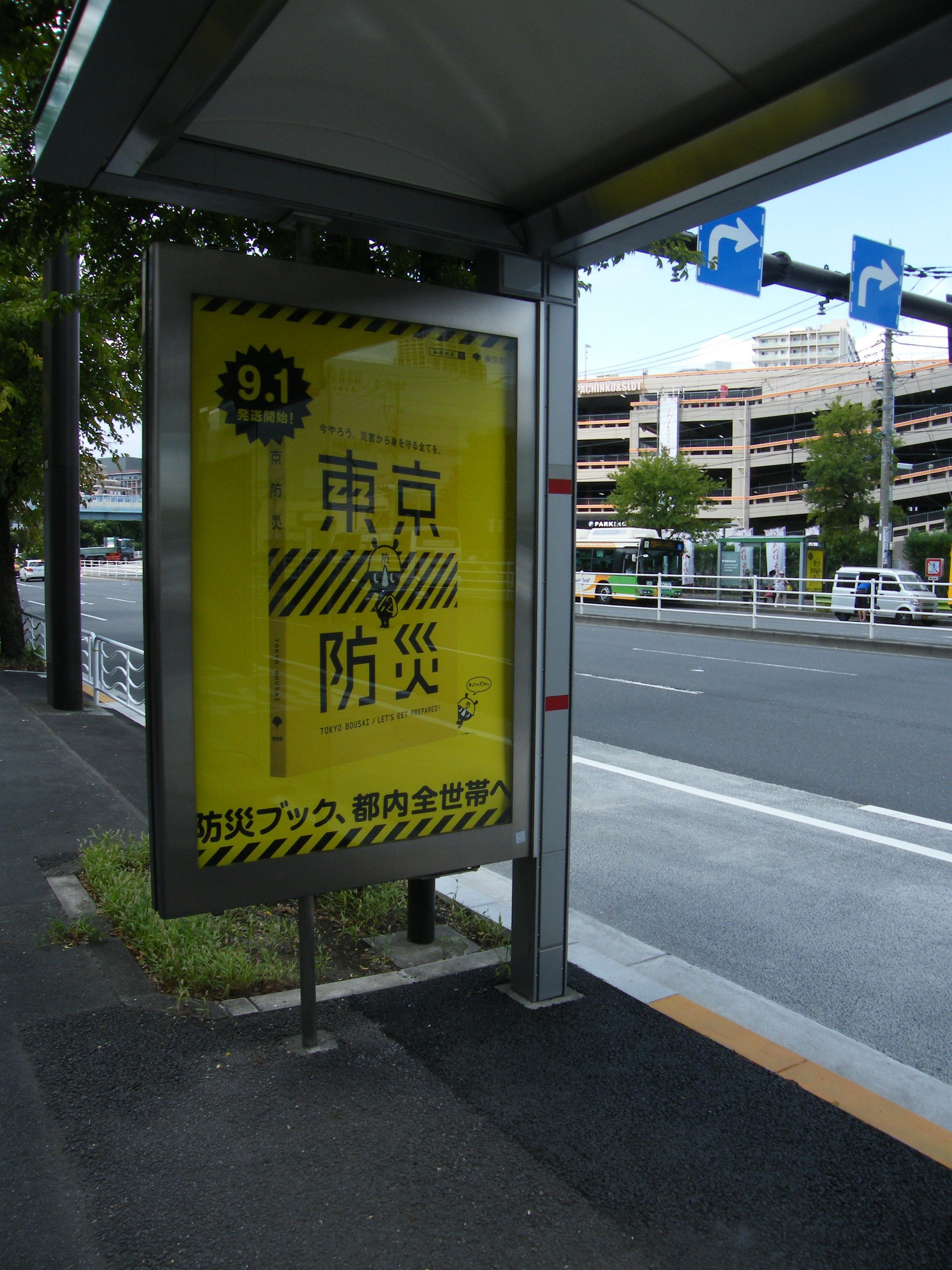
防サイくん（『東京防災』の広報ポスター）

防災キッドくん
2015年まで起用されたゆるキャラ。
防サイくん
2015年9月1日より、ハンドブック『東京防災』の配布と同時に起用されている。

## アプリ
2018年3月1日より『東京都防災アプリ』（とうきょうとぼうさいアプリ）の名称でリリースされている。災害への備えに関する多数のコンテンツの中からメニューをカスタマイズできるといった機能を搭載している。内容は東京都のものだが、東京都以外のユーザーにも役立つものとしている。
アプリのアイコンには前述した「防サイくん」を起用しており、アプリ内にも登場する。

### 機能
防災ブックの閲覧
東京都が配布している前述した『東京防災』、および『東京くらし防災』を掲載。
東京マイ・タイムライン
2022年4月28日よりアプリ内に追加されたタイムライン。一人ひとりの環境に応じた適切な避難行動を時系列に整理可能となっており、自宅位置の水害リスクについて容易に確認可能であるほか、チャットボット機能を用いた避難行動の入力をナビゲートする。
防災マップ
事前にダウンロードした場合、オフライン時も現在地を表示することが可能となっており、目的地までの移動を補助する。近くの防災施設の表示も可能。また、東京都内で想定される、川の氾濫や高潮による浸水、土砂災害による水害リスクを掲載。
雨雲レーダー
雨雲の動き、および台風情報を確認することが可能。
災害情報
マイエリアに登録している区市町村における避難情報、地震情報、津波情報、気象情報（警報・注意報）、土砂災害警戒情報、竜巻注意情報、噴火警報・予報等をプッシュ通知。

## タイアップ
Twitterとのハッシュタグキャンペーン
Twitterの日本現地法人であるTwitter Japanが、総合防災部のTwitter公式アカウントと2018年に初めてコラボレーションを実施。同年より毎年9月1日の防災の日およびその日を含む1週間の防災週間に実施しており、ハッシュタグ「#東京防災」「#今やろう」「#防サイくん」を投稿すると、期間限定で右横に「防サイくん」の絵文字が反映されるようになっている。
また、東京都はTwitter Japanと連携し、防災に関する共同プロジェクトを行っている。
東京都防災模試
ヤフー（Yahoo! JAPAN）と東京都による共同企画として2020年から実施。2022年にはQuizKnockとのコラボレーションも実施。